# Каве (Л'Аквила)
Каве (итал. Cave) је насеље у Италији у округу Л'Аквила, региону Абруцо.
Према процени из 2011. у насељу је живело 100 становника. Насеље се налази на надморској висини од 870 м.